# Puerulus carinatus
Puerulus carinatus is een tienpotigensoort uit de familie van de Palinuridae. De wetenschappelijke naam van de soort is voor het eerst geldig gepubliceerd in 1910 door Borradaile.